# Mesosella
Mesosella – rodzaj chrząszczy z rodziny kózkowatych i podrodziny zgrzypikowych. 

## Zasięg występowania
Przedstawiciele tego rodzaju występują w Japonii.

## Systematyka
Do Mesosella należą 2 gatunki:
- Mesosella kumei
- Mesosella simiola